# Nordasien

Nordasien

Nordasien ist eine Großregion im Norden des Kontinentes Asien. 
Es gibt zwei unterschiedliche Abgrenzungen:
- zumeist der asiatische Teil Russlands, bestehend aus den Föderationskreisen Ural (asiatischer Teil), Sibirien und Ferner Osten; dieses Gebiet wird oft als Ganzes auch als Sibirien bezeichnet.
- manchmal zusätzlich die Mongolei, die üblicherweise jedoch Ostasien zugeordnet wird.

Im Westen grenzt Nordasien an den europäischen Teil Russlands. Diese Grenze wird durch die Wasserscheide des Urals gebildet. Im Süden wird Nordasien durch die Staaten Zentralasiens und China sowie gegebenenfalls durch die Mongolei begrenzt. Die nördliche Grenze wird durch das Nordpolarmeer gebildet, die östliche durch den Pazifischen Ozean.

## Geschichte
Das im 13. Jahrhundert errichtete Mongolenreich umfasste auch den Süden Nordasiens. Nach dem Untergang der Goldenen Horde um 1500 drangen russische Kosaken, Händler und Kolonisten nach Osten, gründeten Siedlungen und trieben Handel, vor allem mit Pelzen und Edelmetallen. 
Die Kosaken eroberten 1582 das tatarische Khanat Sibir in der Nähe des heutigen Tobolsk; um 1600 floh der letzte Khan.
Die Vorstöße der Kosaken erfolgten entlang der sibirischen Flüsse und 1607 erreichten sie den Jenissei, 1632 die Lena, bis sie 1636 den Pazifik erreichten.
Die sibirischen Völker wie die Burjaten, Chanten und Korjaken leisteten jedoch Widerstand und so zog sich die russische Eroberung Sibiriens bis zum Anfang des 18. Jahrhunderts hin.
1689 schlossen Russen und Chinesen den Vertrag von Nertschinsk, 1727 den Vertrag von Kjachta, in beiden wurden Grenzen und der Handel geregelt. Eine Forschungsexpedition führte Bering nach Kamtschatka, weitere bedeutende Entdecker waren Gerhard Friedrich Müller und Johann Georg Gmelin. 1829 reiste auch Alexander von Humboldt durch Sibirien.
Chabarowsk wurde 1858 gegründet und – nach dem Vertrag von Aigun mit China – Wladiwostok 1860.
Im Jahr 1891 erfolgte der symbolische erste Spatenstich für die Transsibirische Eisenbahn, die im Herbst 1904 erstmals durchgängig befahrbar war.
1915 erhielt im zweiten Vertrag von Kjachta die Äußere Mongolei Autonomierechte. 1921 installierte die Sowjetunion in der Äußeren Mongolei eine Marionettenregierung, welche 1924 die Mongolische Volksrepublik als sowjetischen Satellitenstaat proklamierte.
Bereits 1920 hatte Sowjetrussland als „Pufferstaat“ die Fernöstliche Republik gegründet. 
Zur Geschichte siehe auch die Geschichte Sibiriens und die  Geschichte des russischen Fernen Ostens.